# Rarin' to Go
Pour plus de détails, voir Fiche technique et Distribution.
Rarin' to Go est un film américain réalisé par Richard Thorpe, sorti en 1924.

## Synopsis
Bill Dillon est engagé dans le ranch des Taylor, dont les problèmes d'irrigation vont être résolus grâce à l'amitié de Bill avec Dorothy Harper, la fille du propriétaire du ranch voisin. Il va déjouer un complot destiné à voler la paye des employés et sauver Dorothy et son père.

## Fiche technique
- Titre original : Rarin' to Go
- Réalisation : Richard Thorpe
- Production : Lester F. Scott Jr.
- Société de production : Action Pictures
- Société de distribution : Weiss Brothers Artclass Pictures
- Pays de production :  États-Unis
- Langue originale : anglais
- Format : noir et blanc — 35 mm — 1,37:1 — film muet
- Genre : Western
- Durée : 5 bobines - 1 415 m
- Dates de sortie :
  - États-Unis : 20 juillet 1924

## Distribution
- Jay Wilsey : Bill Dillon
- Olin Francis : Hawk Morton
- L.J. O'Connor : John Taylor
- James T. Kelley : Harper (as James Kelly)
- Dorothy Wood : Dorothy Harper
- Karleen Day : Miss Williams